# Rue Emmanuel Hiel
Pour les articles homonymes, voir Emmanuel et Hiel.
La rue Emmanuel Hiel (en néerlandais : Emmanuel Hielstraat) est une rue bruxelloise de la commune de Schaerbeek qui va de la rue Verhas (place Colignon) à la rue Rubens.

## Histoire et description
La rue porte le nom d'un homme politique et écrivain belge d'expression néerlandaise, Emanuel Hiel, né à Saint-Gilles-lez-Termonde le 31 mai 1834 et décédé à Schaerbeek le 27 août 1899. Il fut conseillé communal (libéral) à Schaerbeek du 8 février 879 au 31 décembre 1884.
Le prénom de la rue comporte deux "m" bien que son prénom n'en comporte qu'un.
La numérotation des habitations va de 1 à 43 pour le côté impair et de 2 à 46 pour le côté pair.